# Sydafrikanska tullunionen

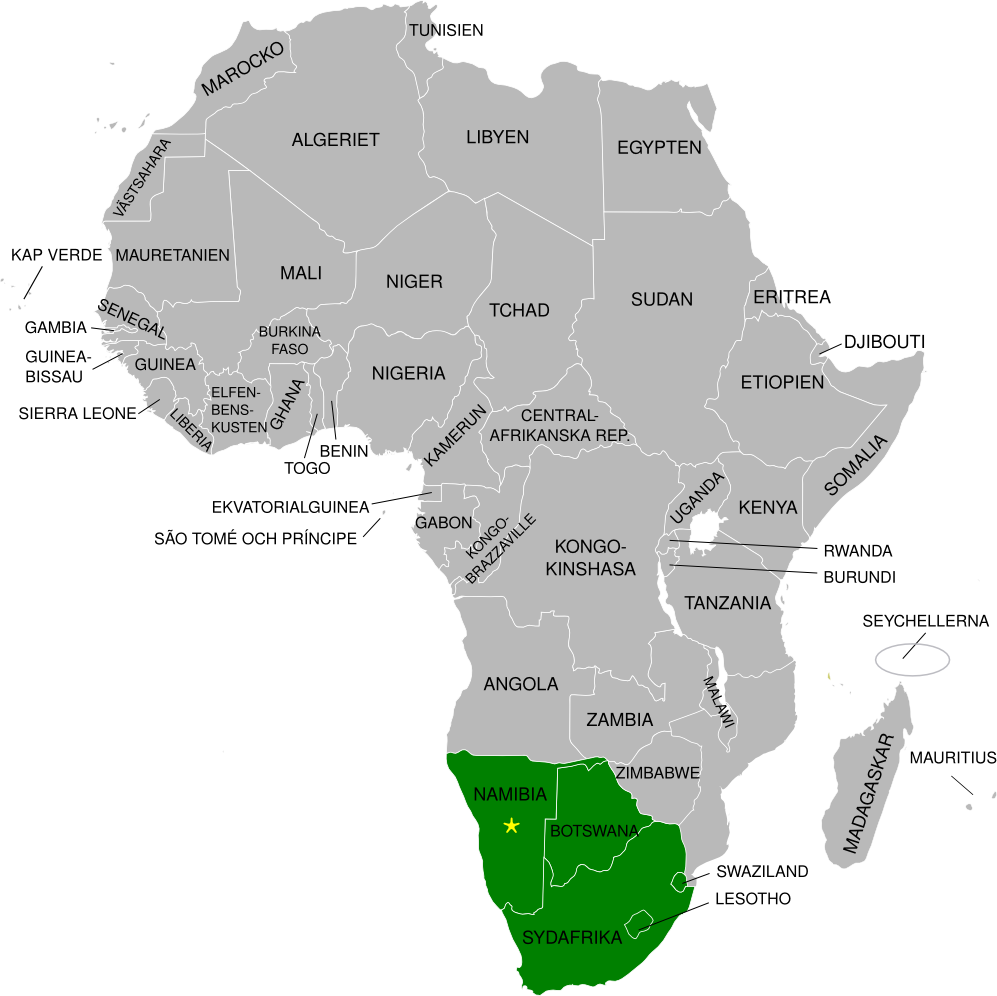
SACU:s medlemsländer

Sydafrikanska tullunionen (engelska: The Southern African Customs Union, SACU), är en tullunion mellan fem länder i södra Afrika: Botswana, Lesotho, Namibia, Swaziland och Sydafrika. Huvudkontoret ligger i Windhoek, Namibia.

## Historia
SACU bildades 1910, och kan därmed göra anspråk på att vara världens äldsta tullunion. Ursprungligen ingick Sydafrikanska unionen, Bechuanaland, Basutoland och Swaziland. Avtalet uppdaterades den 11 december 1969, i samband med självständigheten, och undertecknades på nytt av de nya staterna Sydafrika, Botswana, Lesotho och Swaziland. Den nya unionen trädde officiellt i kraft den 1 mars 1970. När Namibia blev självständigt 1990 anslöt sig landet som unionens femte medlem.
SACU har frihandelsavtal med EFTA sedan 2006.